# تجارت در تمدن مایا
تجارت در تمدن مایا عامل حیاتی در حفظ شهرهای مایا بود.
پرمصرف‌ترین مواد فعالیت‌های اقتصادی مایا عمدتاً متمرکز بر غذاهایی مثل ماهی، کدو، سیب‌زمینی شیرین، ذرت، عسل، لوبیا، بوقلمون، سبزیجات و نوشیدنی‌های شکلاتی؛ مواد خامی همچون سنگ‌آهک، سنگ مرمر، یشم، مس، چوب و طلا و کالاهای تولیدی مثل کاغذ، کتاب، مبلمان، جواهر، پوشاک، منبت‌کاری، اسباب بازی، اسلحه و کالاهای لوکس بود. هم‌چنین مایا دارای یک بخش مهم خدمات بود که از طریق آن ریاضیدانان، مشاوران کشاورزی، صنعت‌گران، معمارها، ستاره‌شناسان، نویسنده‌ها و هنرمندان می‌توانستند خدمات خود را به فروش برسانند.
صنعتگران متخصص هم معمولاً با حکم سلطنتی، با ساخت اقلام لوکس و طراحی ابزاری برای حل مشکلات خاص، نقش بزرگی را ایفا می‌کردند. هم‌چنین در تجارت دیرپای تقریباً تمام اقلام ضروری دیگر از جمله نمک، سیب‌زمینی، سنگ و اقلام لوکس هم مشارکت می‌کردند چرا که برای فراهم کردن چنین کالاهای اساسی، تجارت بسیار مورد نیاز بود. نوع تجارت در هر منطقه متفاوت بود و نواحی پادشاهی خاص معمولاً در تجارت ویژه‌ای تخصص داشتند و دارای کارگرانی بودند که مجموعهٔ مهارت‌های لازم برای تولید آن کالاهای خاص را داشتند. معمولاً کارهای تخصصی هر منطقه بر اساس منابع موجود در آن تعیین می‌شد تا بتواند تولید و توزیع بسیار سریع محصولات را انجام دهد.

## ساختار
مایا متکی به کارگران و صنعتگران پر زور ماهر و نیمه ماهر طبقهٔ متوسطی بود که هر دو کالاهای اساسی و تخصصی را تولید کنند طبقهٔ کوچکتری از حاکمان بازرگان تحصیل کرده و متخصصی این طبقهٔ متوسط را اداره می‌کردند که بر اساس تحلیل سادهٔ عرضه و تقاضا که سفارش‌های دسته‌جمعی مورد نیازدیگر مناطق را می‌گرفت به ادارهٔ اقتصادهای منطقه‌ای می‌پرداختند. مافوق این بازرگان‌ها، متخصصان بسیار ماهری مانند هنرمندان، ریاضیدانان، معمارها، مشاوران و منجمان قرار داشتند. طبقهٔ متخصص، خدمات خود را می‌فروختند و بر اساس مجموعه مهارتهای خاصشان به تولید کالاهای لوکس می‌پرداختند. در راس این ساختار، یک یا چند قانونگذار و دسته‌ای از مشاورانی قرار داشتند که تجارت را با دیگر قلمروها مدیریت می‌کردند، از ثابت ماندن مناطق مطمئن می‌شدند، به بخش‌های خاصی سرمایه تزریق می‌کردند و مجوز ساخت کارهای عمومی بزرگ را صادر می‌کردند.
تا چند دهه، سیستم تجارت و سیستم اقتصاد کلی مایا به یک سیستم بسیار ساده تبدیل شده بود و وابسته به نظریات اقتصادهای سیاسی پیشاصنعتی Polanyi بود. در اواسط قرن بیستم، اقتصاد سیاسی با تأکید بر شناسایی سیر تکاملی سازمان سیاسی به‌جای فهم سیستم‌های اقتصادی که اساس خود را برای چگونگی عملکردشان تنظیم می‌کنند، بررسی شد. Polanyi سه روش تجاری را برای مایا پیشنهاد داد: معامله به مثل، توزیع مجدد و مبادلهٔ بازار که این سه روش موجب محدود کردن جوامع مایا به سطوح خان‌سالاری پیچیدگی اجتماعی شد. در مدل Polanyi برای اقتصاد مایا، نظارت بسیار متمرکزی بر روی تجارت وجود داشت، این نظارت از سوی اعضای منتخب جامعه که موقعیت خود را حفظ کردند و نظام زیرساخت تشریفاتی مدنی که از طریق وضع مالیات برای کالاهای خراج در پی توزیع مجدد، برای حفظ پادشاهی و وفاداری دیگران، نردبان اجتماعی را پایین کشیدند، انجام می‌شد.
میراث پولانی و پس از آن بحث ذات گرایی در مقابل تشریفات گرایی از علاقه به مباحث اقتصادهای بازار پیشاصنعتی کاسته‌اند و یک دوگانگی بازار/ نه به بازار در تاریخ اقتصاد سیاسی به‌وجود آورده‌اند. با این حال، به دلیل پژوهش‌های بیشتری که در زمینهٔ تجارت و نظام‌های تجاری مایا انجام شده، مدل‌های چندگانه ای پیشنهاد شده‌اند که سطوح بالاتر پیچیدگی، درجات گوناگون مشارکت و مقیاس‌های اقتصادی در حال نوسان مربوط به سازمان‌های سیاسی و ورشکستگی را شناسایی می‌کنند. عمدتاً به دلیل پژوهش باستان‌شناسی در حوزهٔ تهیه، توزیع، تولید و مبادلهٔ ابسیدین مایا، طبقه‌بندی راه‌های تجاری و پذیرش محل‌های فروش و اقتصادهای تبادل بازاری افزایش یافته‌است.
امروزه باور بر این است که شهرهای مایایی‌های کلاسیک که خصوصیات مکان‌های داد و ستد و اقتصادهای بازاری برای مبادلهٔ بسیاری از کالاها از جمله ابسیدین بسیار منسجم و مدنی را داشتند، بسیار منسجم و مدنی بودند. مکانیسم مبادلهٔ بازاری که در دیوارنماهای کالاکمول دورهٔ کلاسیک به آنها اشاره شده‌است، گروهی از متخصصان که در نزدیکی مکانی شبیه به بازار هستند را به تصویر می‌کشد. شواهد زبانی نشان می‌دهند که برای بازار و «جایی که در آن خرید و فروش می‌کنند» کلماتی در زبان یوکاتک سرخپوستان مایا وجود دارد. منطقهٔ کلاسیک مایا تا حد زیادی با شبکهٔ کلی تجارت ادغام شده‌است اما به نظر می‌رسد که به دلیل تنوع مراکز بزرگ و شهرنشین‌شدهٔ مایا و هم‌چنین اقتصادهای توزیع محل داد و ستد، چندین مسیر شرق و غرب را به هم متصل کردند. در اواخر دوران کلاسیک کوبا، محل‌های داد و ستد به شکل دو بازار بزرگ وجود داشته‌اند که دارای چند ورودی بزرگراه، معماری غرفهٔ بازاری خطی یا موازی و امضاهای ژئوشیمیایی سطوح فسفری با الگوهای منظم بوده‌اند که این نشاندهندهٔ وجود کالاهای اساسی مبادله شده‌است در منطقهٔ پوک، شیشه‌های معدنی مکزیکی بیشتری وارد شد و اگرچه به نظر می‌رسد که محدود به افراد برگزیده بوده‌است اما فقط در ارتباط با چیچن ارزا و توزیع بازاری بود که تبدیل به کالایی باارزش و تجاری می‌شد.

## پول رایج
مایا از چندین وسیلهٔ مبادلهٔ مختلف استفاده کرد و در تجارت مواد غذایی، معمولاً برای سفارش‌های زیاد از سیستم داد و ستد استفاده می‌شد. در عصر پست‌کلاسیک، از دانه‌های قهوه برای مبادلهٔ روزانه استفاده می‌شد. برای خریدهای گران‌تر، از طلا، یشم و مس به عنوان وسیلهٔ مبادله استفاده می‌شد. با این حال، این وسیله‌های مبادله به عنوان پول در معنای مدرن نیستند این واسطه‌ها در شهرها و مکان‌های مختلف ارزش متفاوتی داشتند.

## توسعه
به دلیل دسترسی آسان به منبع تجاری و بازرگانان محلی در بیشتر قلمرو مایا، شهرهای کوچک نیاز به شرکت در تجارت از راه دور نداشتند و تجارتشان محدود به مبادلهٔ محلی بود. علی‌رغم این واقعیت که آن منطقه از لحاظ منابع غنی بود، اما حتی خانواده‌های کشاورز خودکفا هم که اکثریت جامعه را تکیل می‌دادند، به منظور دستیابی به لوازم ضروری مجبور به شرکت در مبادلات بودند (این لوازم ضروری شامل بعضی از ابزار سفالی، برنزی و مسی، نمک و ماهی وارداتی برای مناطق جزیره‌ای بود). با متخصص شدن صنعتگران در شهرهای کوچک و رشد شهرها، نیاز به تجارت هم افزایش یافت. شهرهای تیکال و ال میرادور از جمله این شهرها هستند. به ویژه تیکال که دارای جمعیتی در حدود ۶۰۰۰۰ تا ۱۲۰۰۰۰ نفر است و این بدان معنی است که نیاز به تهیهٔ غذا و دیگر کالاها را از ۱۰۰ کیلومتر دورتر داشته‌است. به دلیل اندازهٔ این شهرها، آنها به نظارت بیشتری از طرف فرمانرواها نیاز داشتند.
در نتیجه، رشد تجارت و بزرگ شدن شهرها به فرمانرواها قدرت بیشتری برای تسلط بر قلمرو و شهروندانشان داد.
اما فقط شهرهای مرکزی فرمانروایی رشد نکردند. به دلیل افزایش حجم ترافیک در شهرهای کوچک‌تری که در امتداد راه‌های تجاری بودند، این شهرهای دورافتاده هم رشد کردند. در طول دورهٔ دوره پساکلاسیک میزان رشدشان منسجم بود.
بر اساس شواهدی که در چند دههٔ گذشته کشف شد، به نظر می‌رسد که تجارت در بین مایا توسعه یافته بود. مصنوعاتی که با کمک هزینه از بنیاد ملی علوم، انجمن جغرافیایی ملی و دانشگاه هوارد انجام شده‌است نشان می دهدند که سنگ‌های سخت و بسیاری دیگر از کالاها، مسیرهای طولانی را طی کرده‌اند (علیرغم ناکارآمدی جابجایی کالاها بدون حیوان باربر معروف). آپر کویتزال در سراسر منطقه مایا وجود دارد.
کالاهایی که مسیرهای طولانی را برای رسیدن به فرمانروایی طی کردند شامل: نمک، مانتوی پنبه ای، برده‌ها، پر کتزال، سنگ چخماق، سنگ آتشزنه، ابسیدین، یشم، صدف رنگی، عسل، کاکائو، ابزار مسی و زینتی بودند. به دلیل نبود ماشین‌های چرخدار و استفاده از چهارپایان، این کالاها از طریق دریا به منطقهٔ مایا می‌رسیدند.
به دلیل اینکه مایا (سرخپوست‌ها) در تولید و توزیع مجموعهٔ وسیعی از کالاها مهارت داشتند، بر پایهٔ تجارت در سرتاسر آمریکای میانه، یک سبک زندگی را ایجاد کردند که بین بسیاری از گروه‌های متفاوت مردمی رواج یافت. گفته می‌شود، به دلیل اینکه مردم مایا تاجران ماهری بودند، شاید از خشم فرمانروایی در حال توسعهٔ ازتک خودشان را نادیده گرفتند. به این دلیل که مایاها قادر به تولید و تجارت انواع مختلفی از کالاهای اساسی بودند سرخپوست‌های ازتک قدرشان را دانستند و به همین دلیل، اتک‌ها نیاز به شکست مایاها را احساس نکردند.

## کالاها ی اساسی

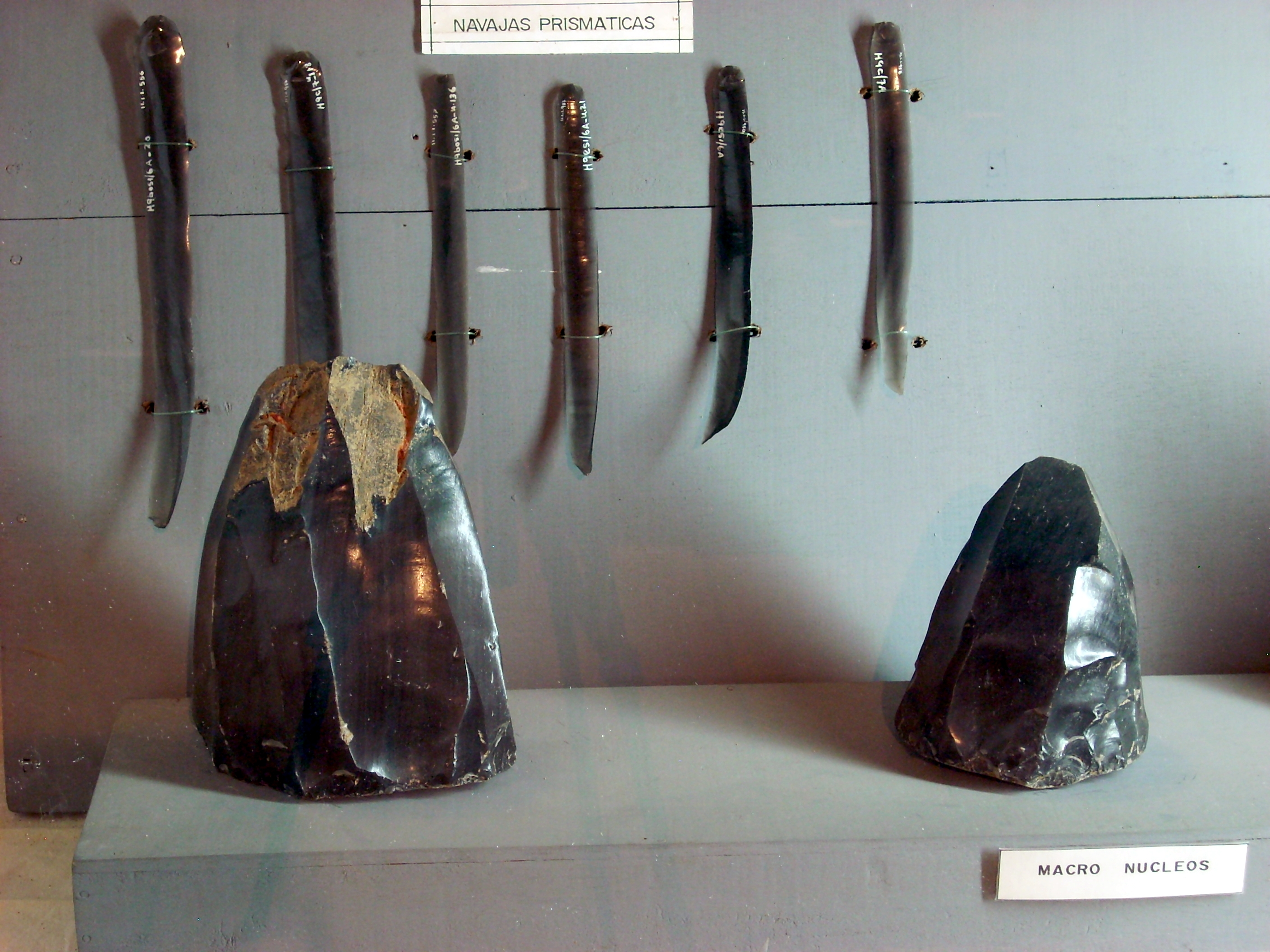
تیغه‌های خام اوبسیدین و ابسیدین، نمونه‌هایی از کالاهای اساسی مایا

با رشد تجارت در دورهٔ پست کلاسیک، تقاضا برای کالاهای اساسی هم افزایش یافت. بسیاری از این کالاها در کارگاه‌های بزرگ تخصصی در اطراف فرمانروایی که شبیه کارخانه بودند تولید می‌شدند و سپس به دلیل ضعیف بودن جاده‌ها و سنگینی بار، عمدتاً از طریق دریا به جاهای دیگر منتقل می‌شدند. برخی از این کالاها شامل، سرامیک‌های خوب، ابزار سنگی، کاغذ، یشم، سنگ آتشزنه، پرهای کویتزال، دانه‌های کاکائو، ابسیدین، مس، برنز و نمک بودند.
عمدتاً، بخش وسیعی از جامعه از کالاهای اساسی‌تر از جمله ابزار سنگی، نمک، دانهٔ کاکائو، ماهی و کالاهای تولیدی مثل کتاب و سرامیک و اقلام چوبی استفاده می‌کردند. اما بعضی دیگر کالاها از جمله طلا، یشم، مس، ابسیدین و دیگر مواد خام، جز کالاهایی بودند که فرمانروایان و طبقهٔ اشرافی از آنها برای به رخ کشیدن قدرتشان استفاده می‌کردند.

### نمک
شاید نمک مهم‌ترین کالا از میان این کالاهای اساسی بوده باشد. نمک نه تنها بخش مهمی از رژیم غذایی مایاها بود بلکه نقش مهمی در نگهداری غذا ایفا می‌کرد. مایاها با پوشاندن گوشت و دیگر اقلام خوراکی با نمک، می‌توانستند آنها را خشک کنند جلوی فاسد شدنشان را بگیرند. نمک عمدتاً در نزدیکی اقیانوس‌ها و با خشک کردن بخش‌هایی از شوره‌زارهای آب دریا تولید می‌شد. پس از خشک شدن شوره‌زارها، می‌توانستند نمک را جمع‌آوری کرده و به سراسر فرمانروایی انتقال دهند. یوکاتان بزرگترین تولید کنندهٔ نمک در آمریکای میانه بود که مردم آنجا متخصص جمع‌آوری نمک بودند و امتیاز انحصاری کل صنعت نمک را از آن خود کردند. اگرچه چندین جزیرهٔ دیگر که چاه نمک داشتند هم وجود داشت اما مردم یوکاتان به این دلیل توانستند امتیاز انحصاری صنعت نمک را بگیرند که نمک دریا با ارزش‌ترین و پرتقاضاترین نمک در فرمانروایی مایان بود..
برآورد شده‌است که جمعیت ۴۵۰۰۰ نفری تیکال در ابتدای دورهٔ کلاسیک، چیزی در حدود ۱۳۱٫۴ تن نمک در سال مصرف می‌کردند. نه تنها در رژیم غذایی، بلکه به عنوان یک نگهدارنده مورد نیاز است. از نمک در اهداف دارویی و سنتی هم استفاده می‌شد. هم‌چنین، باور بر این است که نمک در طول زایمان و مرگ هم بکار می‌رفته‌است. یک قابله، در زمان تولد نوزاد به والدینش نمک پیشکش می‌کرد و پس از مرگ یکی از اعضای خانواده، محلول نمک را در کل خانه می‌پاشیدند. سربازان جنگ اغلب زره به تن می‌کردند که شامل ژاکت‌های کوتاه نخی بود که در آن نمک سنگی چپانده بودند، چیزی شبیه به ژاکت‌های پروازی مدرن و نوارهای محکم چرمی یا پارچه‌ای بر روی ساعد و ساق پا. زره نخی از هر محافظ دیگری کارآمدتر است.
سه منبع عمده نمک برای سایتهای پتن لولندز مایا، اقیانوس آرام، سواحل کارائیب و Salinas de los Nueve Cerros در رودخانه چیکسوی در ارتفاعات آلتا وراپاز در گواتمالا، جایی که نمک از آب نمک بدست می‌آید، شناسایی شده‌است. چشمه‌هایی که از گنبد نمکی سرازیر می‌شوند، جالب اینکه رنگ آن سیاه است، تخمین زده می‌شود سالانه ۲۰۰۰ تن تولید شود منابع داخلی دیگری مانند San Mateo Ixtatán در Huehuetenango و Sacapulas در Quiché نیز مستند شده و همچنان مورد استفاده قرار می‌گیرند. نمک در ظروف یکبار مصرف قلع شور و پختن نمک مانند آنهایی که هنوز در Sacapulas و San Mateo Ixtatán، گواتمالا استفاده می‌شود، به دست آمد که نه تنها آب را تبخیر می‌کرد، بلکه باعث ایجاد بلوک‌های نمک می‌شد، بنابراین ظرف یکبار مصرف بود. در منطقه اقیانوس آرام، از سکوها برای بدست آوردن نمک خشک در برابر آفتاب استفاده شده‌است، در نزدیکی لا بلانکا چنین سکوهایی حدود ۱۰۰۰ سال پیش از میلاد ثبت شده‌است و شاید قدیمی‌ترین آنها در Mesoamerica باشد.
همان‌طور که در Nueve Cerros توسط اندروز و دیلون ثابت شده‌است، هر دو روش در تولید نمک استفاده شده‌است. پس از آن نمک با استفاده از مسیرهای رودخانه مانند Chixoy، که هنگام تلاقی با رودخانه Pasion در نزدیکی Altar de Sacrificios , Usumacinta را تشکیل می‌دهد ، منتقل شد.

### کاکائو
در منطقهٔ مایا از شکلات برای تهیهٔ سس و نوشیدنی استفاده می‌شد و چون عمدتاً در زمین‌های پست رشد می‌کرد، اغلب آن را به مناطق کوهستانی حمل می‌کردند. شکلات، تاریخ طولانی و جالبی در آمریکای لاتین دارد. از همان ابتدای شروع فرهنگ آمریکای لاتین در حدود ۳۵۰۰ سال پیش، این محصول با تجارت راه دور و لوکس مرتبط بوده‌است. سواحل اقیانوس آرام در گواتمالا که به عنوان منبع اصلی فرهنگ سرخپوستان اولمکی در نظر گرفته می‌شد، منطقهٔ مهمی برای کشت کاکائو بود و باقی ماند. مایا، قرن‌ها پیش از ورود اسپانیایی‌ها، دانش کاکائو را از طریق داستان‌های شفاهی، روی یشم و ابسیدین به عنوان کار سنگی، سفال و بافتنی و اسناد رنگی که از کاکائو تعریف کرده و استفادهٔ روزمره از آن را ثبت کرده بودند، انتقال دادند. طی قرن‌های پس از ارتباط اولیه میان اسپانیایی‌ها و افراد بومی آمریکا، صدها حساب توصیفی، پژوهش و مقاله منتشر شد که حاوی اطلاعات مربوط به جنبه‌های کشاورزی، گیاه‌شناسی، اقتصادی، جغرافیایی، تاریخی، پزشکی و تغذیه‌ای کاکائو و شکلات بود.

### سرامیک و لوازم خانه
پیش از آنکه سرامیک و لوازم خانه با کالاهای دیگر مبادله شوند در کارگاه‌های تخصصی تولید می‌شدند. اغلب مواقع، کاری که توسط یک هنرمند خاص یا کارگاه تولید می‌شد مورد پسند طبقهٔ خاص جامعهٔ مایا قرار می‌گرفت، در نتیجه معمولاً هنرمندان مورد حمایت و پشتیبانی ثروتمندان بودند. کالاهای هنری از جمله یشم‌تراشی، نقاشی، مبلمان تزیین شده و زیورآلات فلزی هم، در قلمرو پادشاهی و مناطق بومی در میان طبقات خاص دست به دست می‌شدند. علت این وضعیت این بود که هنرهای زیبا نماد قدرتمندی از قدرت و ثروت بودند. سرامیک‌های تولید شده عمدتاً شامل بشقاب، گلدان و لیوان‌های استوانه‌ای بودند. معمولاً این ظروف با رنگ قرمز رنگ می‌شدند و با سیاه و طلایی تزیین می‌شدند.

### یشم و ابسیدین
سنگ‌های نایابی مثل یشم و سنگ‌های آتش‌زنه هم برای اشراف مایا اهمیت داشتند. بدست آوردن این سنگ‌ها کار نسبتاً سختی بود، بنابراین داشتن چنین گنج‌هایی به محکم کردن موقعیت آنها در جامعه کمک می‌کرد. بسیاری از این سنگ‌ها در مناطق کوهستانی امپراتوری در گواتمالا جمع‌آوری شدند و با توسعهٔ تجارت راه دور، مایاها قادر به انتقال بیشتر این سنگ‌های قیمتی به شهرهای واقع در دشت‌ها شدند.
جادهٔ یشم عمدتاً رودخانه موتاگوا و مسیر زمینی در سیرا د لاس میناس بود که به تازگی کشف شده بود. و سپس با استفاده از قایق‌هایی در دریای کارائیب و همچنین مسیر رودخانه پسیون از طریق مسیر زمینی آلتا وراپاز به تمام منطقهٔ مایا و فراتر از آن توزیع شدند. یشم یک کالای تجاری ارزشمند و منحصر به فرد است که از طریق تبادلش به مناطقی که دورتر از منشأ آن هستند، ارزشمندتر می‌شود. انگیزهٔ این کار بهره بردن از تداوم تجارت این کالا است تا زمانی که یکی از این سه اتفاق رخ دهد: مالک نتواند از آن دل بکند، به منطقهٔ فرهنگی برسد که ارزشش را نمی‌دانند یا به پایان تلخ مسیر تجارت برسد.
شاید هر دو مورد دوم و سوم برای تبرهای یشمی که در جزیره آنتیگوا یافت می‌شدند، اعمال شود.آنتی‌گوا مرز خاور دور منطقه فرهنگی تاینو و مجموعه جزایر کارائیب بود. از آنجایی که این یافته‌ها به حمایت از تقدم گواتمالا به عنوان منبع جهانی جدید یشم سبز می‌پردازند از نظر زمین‌شناسی و باستان‌شناسی اهمیت دارند و این ادعا که منبع تمام گوهرها و مواد معدنی عجیب و غریب در کاراییب شرقی، آمریکای جنوبی بوده‌است را رد می‌کنند چرا که آنجا منبع هیچ سنگ یشمی نبوده‌است (به جید مراجعه کنید). . هم‌چنین، مسیر کاراییب، احتمالی‌ترین مسیر تجارت یشم برای المکی‌ها است.
این حقیقت که به نظر می‌رسد Cancuén صدها سال بدون هیچگونه مبارزه‌ای رونق داشته‌است و اینکه تجارت نسبت به مذهب، نقش بسیار مهم‌تری را در زندگی روزمره ایفا می‌کند، با دیدگاه رایج در میان پژوهشگران تضاد دارد. دیدگاهی که مذهب و مبارزه را دو منبع قدرت حاکمان مایا، به ویژه تا پایان حمکرانیشان پس از حدود ۶۰۰ سال بعد از میلاد می‌داند.
این حقیقت دربارهٔ Obsidian هم صدق می‌کند که از ال Chayal (۲۵ کیلومتر (۱۶ مایل) شمال از Kaminaljuyú)، San Martín Jilotepeque و از معادن استخراج Ixtepeque، و با استفاده از رودخانه ای که با رود Motagua تلاقی دارد حمل می‌شد، سپس با استفاده از Río Azul، رود Holmul (گواتمالا) و سیستم‌های ررود Mopan از سواحل کارائیب برای توزیع در مراکز اصلی پتن حمل و نقل می‌شد.
در El Baúl Cotzumalguapa، در دشت‌های اقیانوس آرام، کارگاه‌های بزرگی ثبت شده‌اند. هدف تولید کارهای هنری، ساخت دو محصول عمده بود: تیغه‌های منشوری و نقاط پرتابه. هر دو نوع این کارهای فنی نیازمند مهارت‌های تخصصی و یک سازمان تولیدی متمرکز بود. هدف اصلی این فرآوری، خدمت‌رسانی به تقاضای محلی و منطقه‌ای برای ابزار برش، پرتاب سلاح‌های دارای نقطهٔ برش و ابزار تراشکاری و صیقل کاری و سوراخ کردن بود و همهٔ این موارد می‌توانست بخشی از فعالیت‌های تعمیر و نگهداری منزل باشد. بازسازی اقتصادی در طول عبور از دورهٔ کلاسیک به دورهٔ پساکلاسیک و هم‌چنین آغاز تجارت از طریق آب، امکان تجارت راه دور برای ظرفیت‌های بزرگتر را فراهم کرد و در نتیجه، کالاهای اساسی به سرتاسر منطقهٔ مایا می‌رسید.

#### ابسیدین در دوره‌های پیشا کلاسیک و پروتوکلاسیک مایا
تجارت ابسیدین در دوران Preclassic Maya (2000-250) عمدتاً متمرکز بر واردات هسته‌های بزرگ و گره‌های ورقه‌ای از منابع کوهستانی گواتمالا همچون Ixtepeque, San Martin Jilotepeque و El Chayal است. حضور و نسبت متفاوت این منابع کوهستانی ابسیدین در مکان‌هایی در آن سوی دشت‌های مایا، نشاندهندهٔ شبکه‌های تجاری چندگانه‌ای است که در طول دورهٔ پیشاکلاسیک به‌طور مستقل عمل می‌کردند. بر اساس شواهد تجزیه و تحلیل فعال‌سازی نوترون ابزاری یا INAA، منبع ابسیدین تاجومولکو در ابتدای دورهٔ باستانی استفاده شد و منابع Ixtepeque, El Chay و San Martin Jilotepque با شروع دورهٔ پیشاکلاسیک اولیه بکار رفتند. ابسیدین ال چایال مربوط به کوهستان‌های گواتمالا که در سطوح پیشاکلاسیک در مناطق الملک و در ساحل خلیج جنوبی در جزیرهٔ یوکاتان یافت شدند، به شبکه‌های تجاری گسترده‌ای که منطقهٔ مایا را به سایر بخش‌های آمریکای میانه وصل می‌کرد اشاره دارد. سایت بلیز شمالی Colha نشان از شناسایی ابسیدین به عنوان منبعی مفید و پرسود در دورهٔ پیشاکلاسیک دارد، حتی وقتی که دیگر منابع سنگی از جمله رسوب سنگ چرت در منطقه موجود باشد (براون، ۲۰۰۴).
مردم پیشاکلاسیک در درهٔ کوپان واقع در کشور هندوراس غربی، ابسیدین را عمدتاً از کوهستان‌های گواتمالا و در مقادیر کوچک از La Esperanza در هندورا و اوکارئو و پاچوکای مکزیک مرکزی تهیه می‌کردند. این شاهد دیگری از شبکه‌های تجاری گسترده‌ای است که در دورهٔ پیشاکلاسیک فعالیت داشتند. کوپن، نشان از تنوع در فناوری و تجارت ابسیدین در پیشاکلاسیک دارد. این منطقه تا اواخر پیشاکلاسیک، سهمی در فناوری تولید تیغه نداشت در عوض متکی به گره‌ها و ورقه‌ها و تجارت بسیار محدود تیغه‌های منشوری بود که در مقایسه با مناطق اطراف آن غیرطبیعی بود. بعضی مناطق، همچون پتن مرکزی درون مرزی و منطقهٔ Pucc در یوکاتان شمالی، علی‌رغم گرفتن ابسیدین از همان منابع اصلی Ixtepeque, San Martin Jilotepeque و El Chayal در کوهستان‌های گواتمالا، همانند دیگر مناطق آمریکای میانه، دسترسی نسبتاً کمی به ابسیدین دارند. با بررسی مسیرهای تجاری درون‌مرزی و رودخانه‌ای که در صورت بهم پیوستنشان امکان انتقال بیشتر ابسیدین از کوهستان به مناطق دشتی را می‌دهند و هم‌چنین سیستم‌های تجاری و توزیعی رقابتی که توسط روابط اجتماعی-سیاسی به‌وجود آمده‌اند، این بی‌ثباتی قابل توجیه است. تحلیل‌های شبکه‌ای جدیدتری که به بررسی توزیع ابسیدین و ارتباط بین عاملان سیستم‌های تبادل می‌پردازند، به درک این بی‌ثباتی و اختلاف کمک می‌کنند. کاراین مدل‌های شبکه‌ای خوشه‌ای، پر رنگ کردن اهمیت منطقهٔ خلیج جنوبی در ایجاد ارتباطات میان تبادل شیشه در آمریکای میانهٔ شرقی و غربی و هم‌چنین منطقهٔ ساحلی اقیانوس آرام که این فاصله را پر می‌کند، است. این می‌تواند توجیه برای مقادیر کمتر و مقیاس‌های کوچک‌تر تولید ابسیدین در دوران پیشاکلاسیک منطقهٔ مایا باشد.
پذیرش پروتوکلاسیک به عنوان دوره‌ای منحصر به فرد در تاریخ مایا، رو به افزایش است اما معمولاً از آن به عنوان پیشاکلاسیک نهایی یاد می‌کنند. توسعهٔ فناوری تولید، تهیه و توزیع ابسیدین شاهدی بر ایم مبحث هستند. در کوپان و مناطق پساکرانه‌ای آن، الگوی پوسته‌های بزرگ و گره‌های کوچک تا اواخر پروتوکلاسیک ادامه پیدا کرد، یعنی تا زمان افزایش جمعیت و به دنبال آن، توسعهٔ فناوری تولید. درگردآوری‌های مربوط به ساکنان گروهی شهر اصلی به بی‌ارزش شدن تولید هسته‌های چندوجهی و تیغه اشاره شده‌است که نظارت سیاسی حاکم بر تجارت و توزیع ابسیدین را پیشنهاد می‌کند. این جریان همزمان با استقرار Teotihuacan و اهمیت یافتنشان در مکزیک مرکزی بود. نظریه‌ای وجود دارد مبنی بر اینکه Teotihuacan تهیهٔ منابع ابسیدین حوالی را در دست گرفتند و به دلیل حضور فزایندهٔ ابسیدین مکزیک مرکزی در بافت‌های مایا، نظارت بر تجارت ابسیدین در مایا را به عهده گرفتند. بر اساس خوشه‌بندی شبکه و تحلیل توزیع، Teotihuacan در طول پساکلاسیک اتصال کاملی با سیستم‌های تبادل ابسیدین نداشته‌اند و این بدان معنی است که نظارت بر ابسیدین نمی‌تواند اهمیت شهر را بالا ببرد. در طول این دوره، کاهش قابل توجهی در استفاده از ابسیدین Ixtepeque و San Martin Jiotepeque و افزایش استفاده از ابسیدین ال چایال در منطقهٔ مایا اتفاق افتاد و این الگو تا دوران کلاسیک هم ادامه یافت.

#### ابسیدین در دوران کلاسیک
تولید تیغهٔ منشوری در مقیاس بزرگ، مبادلهٔ هسته‌های چندوجهی و سازمان اقتصادی و سیاسی-اجتماعی در مقیاس بزرگ، ویژگی دوران کلاسیک منطقهٔ مایا بود. رایج‌ترین شکل ابسیدینی که برای حمل و نقل و استخراج تیغه بکار می‌رفت هستهٔ چندوجهی بود که از ابتدا تا پایان دوران کلاسیک به‌طور مکرر استفاده می‌شد. تیغه‌های منشوری ساخته شده از هسته‌های چندوجهی در کوپان و مناطق پس‌کرانه‌ای یافت شده‌اند. افزایش چشمگیر این تیغه‌ها در دوران کلاسیک مربوط می‌شود به یک سلسلهٔ سلطنتی که بر تهیهٔ ابسیدین و تولید آن در دو کارگاهی که واقع در کانون زلزلهٔ کوپان بودند، نظارت داشتند. منبع بیشتر این ابسیدین‌ها Ixtepeque بود تا تیغه‌های کاربردی بسازند که در دسترس همهٔ ساکنان باشد. اما ابسیدین سبز متعلق به مکزیک مرکزی در بافت‌های اشرافی یافت شده‌است و این نشان دهندهٔ ارتباط تبادل راه دور و Teotihuacan است. اکنون با وجود بازارها و اقتصادهای بازاری برای تبادل کالاهای بسیاری از جمله ابسیدین، به این باور رسیده‌ایم که شهرهای کلاسیک مایا بسیار متحد و شهری بودند. در نقاشی‌های دیواری کالاکمول در دوران کلاسیک، به مکانیسمی از تجارت بازاری اشاره شده‌است که عده‌ای از متخصصان را در نزدیک محلی که شبیه به بازار است به تصویر می‌کشد. اسناد زبانی نشان می‌دهند که در زبان یوکاتک مایا، واژه‌هایی برای بازار و «محل خرید و فروش» وجود دارد. تحلیل‌های شبکه‌ای و خوشه‌ای نشان می‌دهند که Teotihuacan انسجام بیشتری با شبکهٔ کلی تبادل ابسیدین داشته‌است اما به اندازه‌ای که پیشینهٔ سنتی به آن باور دارد و شهر را به شکل ارتباط میان شبکه‌های تبادل ابسیدین در شرق و غرب پاچوگا، اتومبا و اوکارئو در نظر می‌گیرد، خود را درگیر نکرده‌است. منطقهٔ مایا انسجام زیادی با شبکهٔ کلی دارد اما به نظر می‌رسد که به دلیل تنوع مراکز بزرگ و شهرنشین مایا و هم‌چنین اقتصادهای توزیع بازاری، چندین مسیر غرب و شرق را به هم وصل کردند. Teotihuacan منبع عالی ابسیدین برای مراکز مایا کلاسیک نیست، بلکه فقط یک شاخهٔ بزرگ از کل سیستم است. ال چایال در ابتدای دوران کلاسیک به عنوان منبع اصلی بسیاری از مناطق از جمله Chunchucmil, Wild Cane Cay, Tikal, Pucc, Peten و Usamacinta به‌شمار می‌آید.
در دوران کلاسیک، تیکال نقش مهمی در تهیه، تولید و توزیع ابسیدین ایفا کرد. تیکال فرمانروای مسیر بزرگ تجارت غربی بود که ابسیدین پرمصرف ال چایال را منتقل می‌کرد و در اواخر دوران کلاسیک، کالاکمول و داس پیلاس را در این فرمانروایی مشارکت داد. در تیکال، هستهٔ ابسیدین ال چایال برای نسبت تیغهٔ کشف شده، ۱:۲۲ بود. این بیش‌نمایندگی هسته‌ها نشان می‌دهد که تیغه‌ها از طریق یک سیستم اقتصادی منحصر به فرد و نظارت بر یک مسیر تجاری عمده، تولید و توزیع شده‌اند. در اواخر دوران کلاسیک، شاید به دلیل افت Teotihuacan و منطقهٔ دشتی مایای جنوبی، دشت‌های شمالی و شبه جزایر یوکوتان نقش عمده‌ای در ارتباطات عمدهٔ شرق به غرب ابسیدین داشتند. در کوبای کلاسیک دیرهنگام، بازارها به شکل دو میدان بزرگ وجود داشتند که شامل چندین ورودی سنگفرش، معماری بازار خطی یا موازی و امضای ژئوشیمیایی سطوح فسفری در قالب الگوهای منظم بودند که نشان دهندهٔ وجود کالاهای ارگانیک مبادلهٔ شده بود. در منطقهٔ Puuc، ابسیدین مکزیک مرکزی بیشتری وارد شد و از آنجا که این ابسیدین محدود به اشرافی‌ها بود، تبادل این کالا ارزشمند به نظر می‌رسید.
به کاهش تدریجی Chichen Itza که در دوران کلاسیک نهایی آغاز شد و تا ابتدای پساکلاسیک ادامه داشت، در تحلیل شبکه و خوشهٔ ابسیدین اشاره شده‌است، به دلیل ارتباط بسیار ضعیف‌تری که میان شرق و غرب آمریکای میانه بود و اینکه منابع گواتمالا و هوندورایی که در آن منطقه مصرف شدند و منابع مکزیک مرکزی که در آن بکار رفتند، منطقه‌ای که تبادل کمتری در آن رخ می‌دهد.

#### ابسیدین در دوران پساکلاسیک
با سقوط جامعهٔ کلاسیک مایا در مناطق دشتی شمالی و جنوبی، که در نواحی درون‌مرزی یوکوتان و آبگیرهای رودخانه‌ای قرار داشتند، تجارت ابسیدین به ساحل محول شد. در سال‌های بین 900-1500 AD، ۸۰٪ جمعیت یوکوتان در ۵۰ کیلومتری ساحل سکونت داشتند. در اوایل پساکلاسیک، Chichen Itza و Cozumel به عنوان پایگاه‌های تجارتی مهاجمان بکار می‌رفتند اما پس از سقوط سرزمین اصلی، سیستم‌های بازرگانی متمرکز شده هم سقوط کردند. الگوی ابسیدینی کوپان پساکلاسیک مشابه با الگوی دوران پیشاکلاسیک بود. تولید غیر تخصصی با استفاده از ابسیدین Ixtepeque که از ورقه‌های کوچکتر استفاده می‌کرد. درست برعکس هسته‌های چندوجهی که منجر به افت کیفیت و کمیت ابسیدین کاربردی یافت شده در سایت می‌شد. تحلیل شبکه و خوشهٔ ابسیدین انسجام ضعیفی را در ابتدای دوران پساکلاسیک و انسجام کلی قوی‌تری را در اواخر پساکلاسیک نشان می‌دهد. انسجامی که متمرکز بر گره‌های تجاری ساحلی برای منطقهٔ مایا و روابط اصلاح شده میان شرق و غرب است، اما مسیرهای درون مرزی اهمیت سابق خود را بدست نمی‌آورند. ابسیدین مکزیکی مرکزی بسیار کمی در میان سایت‌های پساکلاسیک یافت شد که بیشتر آن هم از بافت دوره‌های اولیه بدست آمده‌است. در دوران پساکلاسیک، سایت کلها در بلیز از Ixtepeque استفاده کرد. سایت جزیرهٔ وایلد کین کی در نزدیکی بلیز، درگاه مهم مبادلهٔ ابسیدین در میان مایاهای پساکلاسیک بود. منشأ ابسیدین کشف شده در وایلد کین کی عمدتاً منابع کوهستانی گواتمالا هستند اما بعضی هم منشاشان مکزیک مرکزی است و در طول دوران پساکلاسیک، افزایش ۸۰ درصدی تراکم کلی در قالب هسته را داشتند. در این سایت، حدود ۲۱۶۸۶ هسته که مرتبط با نواحی تولید است برای پساکلاسیک ثبت شده‌است که فراتر از نیازهای خانگی است. این موضوع، وایلد کین کی را به درگاه مهمی برای تجارت در سیستم مبادلهٔ ابسیدین در دوران پساکلاسیک تبدیل می‌کند. آمبرگیس کایدر ساحل بلیز، تولید هسته‌های چندوجهی از ابسیدین Ixtepeque را که قبلاً کاهش یافته بود نشان می‌دهد اما دیگر منابع گواتمالا ذکر شده‌اند. ورود اسپانیایی‌ها، مایای ساحلی را به درون سرزمین برگرداند و با بهم زدن سیستم‌های تجارت ابسیدینی که در دوران پساکلاسیک توسعه یافته بودند، سبب پیدایش استفاده از بازیافت هسته‌ای شد. (Stemp و همکاران ۲۰۱۱).